# ATC 코드 H05
ATC 코드 H05는 ATC 코드의 칼슘 항상성에 작용하는 약물을 정리한 코드이다.

ATC 코드 H 성호르몬 및 인슐린을 제외한 전신성 호르몬제제의 하위그룹을 이룬다.
동물용 의약품을 위한 코드(ATCvet 코드)의 경우 인체의약품 코드 앞에 Q가 들어가게 된다. 예 : QH05.

## H05A 부갑상선 호르몬 및 그 유사체

### H05AA 부갑상선 호르몬 및 그 유사체
H05AA01 Parathyroid gland extract
H05AA02 Teriparatide
H05AA03 Parathyroid hormone

## H05B 항부갑상선 약물

### H05BA 칼시토닌 의약품
H05BA01 Calcitonin (salmon synthetic)
H05BA02 Calcitonin (pork natural)
H05BA03 Calcitonin (human synthetic)
H05BA04 Elcatonin

### H05BX 기타 항부갑상선 약물
H05BX01 Cinacalcet
H05BX02 Paricalcitol
H05BX03 Doxercalciferol